# Wilfried Geeroms
Wilfried Geeroms (Schaarbeek, 14 juli 1941 – Jette, 4 mei 1999) was een Belgische atleet, die gespecialiseerd was in het hordelopen. Hij nam tweemaal deel aan de Olympische Spelen en veroverde op twee verschillende onderdelen dertien Belgische titels.

## Biografie
Geeroms werd in 1962 voor het eerst Belgisch kampioen 110 m horden. In dat jaar nam hij ook voor het eerst deel aan de Europese kampioenschappen. Hij werd vijfde in de halve finale op de 110 m horden. Nadien schakelde hij ook over naar de lage horden. Hij nam voor het eerst deel aan de Spelen van 1964 in Tokio, waar hij uitkwam op de 400 m horden en achtste werd in de finale. Op de Olympische Spelen van 1968 in Mexico-Stad werd hij op de 400 m horden uitgeschakeld in de reeksen. Ook in 1966 en 1969 nam hij deel aan de Europese kampioenschappen.
Na zijn carrière werd Geeroms trainer van verschillende Belgische en Nederlandse atleten. In 1999 overleed hij ten gevolge van kanker.

### Clubs
Geeroms was aangesloten bij AC Schaarbeek.

## Belgische kampioenschappen
| Onderdeel    | Jaar                                                 |
| ------------ | ---------------------------------------------------- |
| 110 m horden | 1962, 1963, 1966, 1967, 1968, 1969, 1970, 1973, 1974 |
| 400 m horden | 1963, 1964, 1967, 1971                               |

## Persoonlijke records
| Onderdeel    | Prestatie      | Datum        | Plaats     |
| ------------ | -------------- | ------------ | ---------- |
| 110 m horden | 13,9 s (ex-NR) | 7 juli 1966  | Hässleholm |
| 400 m horden | 50,8 s (ex-NR) | 26 juni 1966 | Siena      |

## Palmares

### 110 m horden
- 1962:  BK AC - 14,8 s
- 1962: 5e in ½ fin. EK in Belgrado - 14,5 s
- 1963:  BK AC - 14,8 s
- 1966:  BK AC - 14,1 s
- 1966: 5e in reeks EK in Boedapest - 14,8 s
- 1967:  BK AC - 14,4 s
- 1968:  BK AC - 14,5 s
- 1969:  BK AC - 14,5 s
- 1969: 5e in reeks EK in Athene - 14,6 s
- 1970:  BK AC - 14,5 s
- 1973:  BK AC - 14,5 s
- 1974:  BK AC - 14,2 s

### 400 m horden
- 1963:  BK AC - 53,8 s
- 1964:  BK AC - 54,2 s
- 1964: 8e OS in Tokio - 51,4 s
- 1966: 6e in ½ fin. EK in Boedapest - 51,0 s
- 1967:  BK AC - 52,9 s
- 1968: 6e in reeks OS in Mexico-Stad - 51,2 s
- 1971:  BK AC - 52,9 s